# 14119 Джонпрінс
14119 Джонпрінс (14119 Johnprince) — астероїд головного поясу, відкритий 17 серпня 1998 року.
Тіссеранів параметр щодо Юпітера — 3,520.